# Geranium subargenteum
Geranium subargenteum är en näveväxtart som beskrevs av Lange in Willk. och Johan Martin Christian Lange. Geranium subargenteum ingår i släktet nävor, och familjen näveväxter. Inga underarter finns listade i Catalogue of Life.